# 普尔热瓦尔斯克码头
普尔热瓦尔斯克码头是吉尔吉斯斯坦伊塞克湖州的一个村，1944年至2012年为市级镇，现行政上属卡拉科尔市的一部分，位于卡拉科尔西北12公里处。村名取自俄罗斯探险家尼古拉·米哈伊洛维奇·普热瓦利斯基，他的墓地就在该村附近。